# Дальний (остров, Ладожское озеро)
Дальний (фин. Keljäsaari — «скитский остров») — небольшой остров в Ладожском озере, в заливе Лехмалахти. Относится к западным Ладожским шхерам. Находится на территории Приозерского района Ленинградской области. Удалён от берега на 700 м. Длина около 250 м, ширина 100 м.
По высоте над уровнем моря и характеру дна остров представляет собой возвышающуюся скалу без околоводной растительности. Рельеф островов сформирован выходами коренных гранитов, образующими т. н. сельги.
После отделения Финляндии от России в 1917 году остров как и весь залив оказался на территории Финляндии. В 1940 году после Советско-Финской войны присоединён к СССР. Во время Великой Отечественной войны перешёл в руки финнов. В 1945 году окончательно закреплён за СССР.
Остров относительно чист. Вода питьевая. На острове растут ель, сосна, рябина и берёза. Из птиц обитают чайки, крачки, синицы.